# 张学友1/2世纪世界巡回演唱会
張學友1/2世紀世界巡迴演唱會，是香港歌手張學友在2010年12月至2012年5月於世界各地開展的一系列巡迴演出活動。演唱會在各地均引起搶票熱潮，且在多地出現門票供不應求的情況。演唱會所選的曲目均包括張學友各時期的經典歌曲以及音樂劇、電影短片、爵士樂等。張學友以“1/2世紀”命名，意指自己已年過五十。
張學友擔任巡回演唱會的藝術總監，音樂總監為杜自持，舞蹈總監陳曉斌，均與張學友有過多次合作。演唱會亦邀請廣州愛樂團進行弦樂伴奏，巡演總監則由著名經理人陳淑芬以及天星娛樂有限公司制作。
2012年5月，演唱會於香港結束世界巡迴演出；世界巡演的146場演出在77個城市進行，并在18個月內完成，總觀眾人數超過280萬人次，再次打破了由他自己保持的華人歌手單次巡迴演唱會的場次紀錄，并以12个月内觀眾總數2048553人次打破了金氏世界紀錄。

## 概述
|                                               | 在我年輕的時候，看到50歲的人我還會嘲笑，沒想到眨眼間自己也50歲了，才發現歲月真的在指縫中溜走。 50歲的時候舉行演唱會，除了是一種紀念，最主要的是想藉此回顧自己人生走過的不同階段，用歌聲來述說自己對音樂的看法，在音樂中思索以後的路該怎麼走。 |
| ——2010年10月12日，張學友於演唱會啟幕儀式上[2] | |

### 上海站
早在演唱會前的2010年12月22日，演唱會上海站的五場門票即告售罄。主辦方不得不以向演唱會贊助方回購門票方式，以緩解票源壓力 。而學友對此站演唱會非常期待，並與會前的發佈會上坦言“從來沒有這麼緊張”。 12月30日，張學友1/2世紀世界巡迴演唱會首場演出在上海世博演藝中心舉行，開場前即座無空席，而東方衛視亦罕見的對演唱會片段進行了現場直播，是大中華區電視臺首次對歌手個人的演唱會進行直播。與往年演唱會不同的是，此次採用了更多的感光技術與材料搭配舞臺。其以踢踏舞為開場，隨即獻上了由舒淇參演的電影短片，勁歌搖滾，以及爵士風格的環節“私人角落”等精彩表演。此外，張學友一身由40斤、11萬粒水鑽鑲嵌的銀色服裝也是該站演唱會的一大亮點。 12月31日，黑市上的票價已經被炒至4000元人民幣。

### 廣州站
張學友演唱會廣州站的門票銷售亦非常火爆，總體售票不到一個月，就已售出了五萬多張門票，此刷新了廣州本地售票最快紀錄。這使得主辦方分別與12月13日、12月20日分別決定加開廣州站兩場演唱會，使得張學友在廣州進行五場巡迴演出，這也打破了廣州本地的連續開場演唱會的記錄。

### 北京站
張學友演唱會北京站組委會的電子售票系統因搶購瘋狂，於首賣當天即告癱瘓，而低價票與高價票竟於一個小時內全部賣光。主辦方對北京站的準備工作亦十分自信，其稱將用LED大屏幕，使得內場外場的歌迷均能看清演出。

### 香港站
4月14日，此次演唱會巡演回到香港。在此期間，第三十屆香港電影金像獎頒獎典禮與演唱會同一時間舉行，而張學友憑藉電影《月滿軒尼詩》入圍候選“影帝”，但因演唱會無法出席。而他的前經紀人著名電影人陳自強在該屆金像獎中被授予“專業精神獎”，無法出席的張學友在該晚演唱會前特意夥同音樂拍檔杜自持在紅磡體育館演唱會現場錄製現場同步VRC為陳自強唱出英文名曲《MY WAY》，該視頻被香港以及內地的網友在YOUTUBE，優酷等視頻網站廣泛轉載發佈，成為近期的大熱視頻之一。
張學友在演唱會前發起以米代替花籃的慈善活動，意指將親朋好友所送花籃改為送米，然後將米轉交慈善機構。該活動得到演藝圈內外人士的一致支持，僅僅在香港站的前四場演唱會中，就受到共計7000公斤的大米，而收到的大米亦轉交於香港聖雅各福群會用於救助貧困人士。 20場完結後，合籌共2萬公斤大米。而隨後他於內地的演唱會中進行的該次慈善活動亦得到了內地許多知名人士的廣泛支持。
5月10日，經理人陳淑芬宣佈《張學友1/2世紀演唱會最終站—香港》加開最後一場（第十場），門票於5月16日早上十時開售。由門票開售至演出當日僅十五天，但最後該場仍座無虛席。

### 台北站
門票原定5月12日中午12點正式開賣，但預備搶票的樂迷太多，造成售票系統未賣先爆。門票開售不到5小時，8月19、20日2天共2萬多張的票券已售罄。網路一度出現黃牛票，將3千元的票券提高2倍價錢販售，遭檢舉後才趕緊下架。 5月13日確定8月21日將再加演1場，門票5月14日開賣。
由於8月21加場門票仍於一天內搶購一空，7月5日主辦單位再度宣布8月18日加開一場，門票於7月9日開賣。 
7月29日，由於門票仍供不應求，超級圓頂決定開放視線遮蔽區，以應付門票供應不足的問題。 
台北站四場圓滿結束後，宣布於2012年2月10日及11日，於高雄巨蛋加演兩場。

### 多倫多以及溫哥華站
演唱會於2012年1月巡演至加拿大的溫哥華以及多倫多，許多加國歌迷現場打開自己iPhone手機的手電筒，形成了一道相當獨特的風景；甚至連張學友都表示，開始還以為是當地主辦單位發給歌迷的燈光，後來才知道原來是歌迷自發用IPHONE閃爍全場，自己非常感動會有這種氣氛。

### 大马站
《1/2世紀演唱會– 馬來西亞》門票在預購期火速售出。自7月16日開始預購，短短的14 天內，12月9日和10日兩場的門票所剩無幾。主辦單位在12月11日加演第三場，並在7月30日公開發售，短短幾天也幾乎銷售一空。主辦單位繼續增加位子，但仍然不足所需，結果主辦單位決定再增加的第四場，即12月8日也銷售一空，到了演唱會的前幾天主辦單位繼續宣布每場再增加200個位子。這是自2008年張學友在大馬雲頂開演唱會後，再創票房神話。
张学友在大马的演出在第二场开始出现喉咙不适的状态，在演出的后半段出动了水与苹果来舒缓喉咙才能够让演唱会圆满落幕。而第三场更一度在开场前告诉观众将演唱会的门票留着，若在演出期间不能再唱了，将会再安排别的时间演出。最后还是靠着一粒苹果来完成整个演出。最后张学友仍然圆满的完成在大马四场的演出。而由于这样的原因，2012年2月1日正式宣布将大马将在2012年5月12日加场演出，而地点将会是在比12月的演唱会的地点更大的吉隆坡默迪卡体育场举行。这也是张学友回香港开场之前最后一场在海外开的演唱会。
2012年5月演唱會的舞台設計更與2011年12月的截然不同。此次巡演的舞台設計請來了曾擔任北京奧運會開幕典禮舞台設計的周炳坤。他的設計巧妙之處在於打破了傳統舞台單層空間，通過背景大屏幕的前進、後退以及垂直方向360度的翻轉，實現了舞台空間的分隔。舞台背景可以開合、伸展、提升、旋轉，也能承載演員表演，並顯示視頻畫面。為了給觀眾帶來更多浪漫色彩，周炳坤使用了透明材質搭建舞台，大屏幕在垂直翻轉後會在透明舞台上形成光的折射。這將使得整個舞台看起來如同幻境。這一場的演唱會也是張學友那麼多場演唱會內唱了最多首歌，唱到超時的一場，總共唱了40首歌曲，足足唱了近4小時，讓歌迷們High翻，直呼“超值得”啊。

## 花絮
- 是次演唱會與歷年演唱會一樣吸引眾多政商演藝界名人觀看，包括時任國務院副總理李克強、香港特首曾蔭權、中聯辦副主任李剛、財政司司長曾俊華、前財政司司長梁錦松、周潤發夫婦等一眾演藝界人士、劉翔、郭晶晶等一眾體育界人士。

### 紀念沈殿霞
巡演中的歌曲《月巴女且》為紀念他的契媽著名藝人沈殿霞而作，在每一場巡迴演出中均有表演；并由多位舞蹈演員扮演沈殿霞生前的開心果形象，張學友更是親身表演一字馬從而向沈殿霞曾經於《歡樂今宵》中的經典表演致敬。

### 紀念鄧光榮
2011年4月15日，演唱會巡演至香港紅磡體育館時；他有唱出名曲《愛是永恆》紀念當時剛剛過世的資深電影人鄧光榮；亦是鄧光榮生前最喜歡的歌曲。

### 紀念張國榮
2012年4月1日，當巡演至合肥站時，正是張學友的好友張國榮九週年的忌日，張學友亦在表演中演唱《風繼續吹》以此懷念老友：“每當這一天，我會特別懷念一位朋友，今天特別在表演之前自己心血來潮，然後就想起今天我應該唱一首歌，去懷念一下他，亦送給所有愛他的人——風繼續吹”，張學友亦用廣東話講出“風繼續吹”，藉此送給遠在天堂中的張國榮。

## 巡迴場次
| 場次 | 日期           | 國家／地區       | 省份／城市             | 場館                           | 備注       |
| ---- | -------------- | ---------------- | ---------------------- | ------------------------------ | ---------- |
| 1    | 2010年12月30日 | 中国             | 上海市                 | 上海世博文化中心               | 室內       |
| 2    | 2010年12月31日 | 中国             | 上海市                 | 上海世博文化中心               | 室內       |
| 3    | 2011年1月1日   | 中国             | 上海市                 | 上海世博文化中心               | 室內       |
| 4    | 2011年1月2日   | 中国             | 上海市                 | 上海世博文化中心               | 室內       |
| 5    | 2011年1月3日   | 中国             | 上海市                 | 上海世博文化中心               | 室內       |
| 6    | 2011年1月13日  | 中国             | 廣東省廣州市           | 廣州國際體育演藝中心           | 室內       |
| 7    | 2011年1月14日  | 中国             | 廣東省廣州市           | 廣州國際體育演藝中心           | 室內       |
| 8    | 2011年1月15日  | 中国             | 廣東省廣州市           | 廣州國際體育演藝中心           | 室內       |
| 9    | 2011年1月16日  | 中国             | 廣東省廣州市           | 廣州國際體育演藝中心           | 室內       |
| 10   | 2011年1月17日  | 中国             | 廣東省廣州市           | 廣州國際體育演藝中心           | 室內       |
| 11   | 2011年1月21日  | 中国             | 北京市                 | 五棵松體育館                   | 室內       |
| 12   | 2011年1月22日  | 中国             | 北京市                 | 五棵松體育館                   | 室內       |
| 13   | 2011年1月23日  | 中国             | 北京市                 | 五棵松體育館                   | 室內       |
| 14   | 2011年1月28日  | 中国             | 四川省成都市           | 四川省體育館                   | 室內       |
| 15   | 2011年1月29日  | 中国             | 四川省成都市           | 四川省體育館                   | 室內       |
| 16   | 2011年1月30日  | 中国             | 四川省成都市           | 四川省體育館                   | 室內       |
| 17   | 2011年2月6日   | 美国             | 內華達州拉斯維加斯     | 凱撒皇宮大酒店羅馬大劇場       | 室內       |
| 18   | 2011年2月7日   | 美国             | 內華達州拉斯維加斯     | 凱撒皇宮大酒店羅馬大劇場       | 室內       |
| 19   | 2011年2月8日   | 美国             | 內華達州拉斯維加斯     | 凱撒皇宮大酒店羅馬大劇場       | 室內       |
| 20   | 2011年2月26日  | 中国             | 福建省廈門市           | 廈門體育中心體育場             | 室外       |
| 21   | 2011年2月27日  | 中国             | 福建省泉州市           | 泉州海峡體育中心體育場         | 室外       |
| 22   | 2011年3月4日   | 中国             | 浙江省温州市           | 温州體育中心體育場             | 室外       |
| 23   | 2011年3月6日   | 中国             | 浙江省杭州市           | 黄龍體育場                     | 室外       |
| 24   | 2011年3月11日  | 中国             | 浙江省台州市           | 台州市體育中心體育場           | 室外       |
| 25   | 2011年3月13日  | 中国             | 福建省福州市           | 福建省體育中心體育場           | 室外       |
| 26   | 2011年3月18日  | 中国             | 江蘇省蘇州市           | 蘇州體育中心體育場             | 室外       |
| 27   | 2011年3月20日  | 中国             | 江蘇省常熟市           | 常熟體育中心體育場             | 室外       |
| 28   | 2011年3月25日  | 中国             | 江蘇省泰州市           | 泰州體育中心田徑場             | 室外       |
| 29   | 2011年3月26日  | 中国             | 江蘇省南通市           | 南通市體育會展中心體育場       | 室外       |
| 30   | 2011年4月1日   | 中国             | 江蘇省江陰市           | 江陰體育中心體育場             | 室外       |
| 31   | 2011年4月3日   | 中国             | 重慶市                 | 重慶市奧林匹克體育中心         | 室外       |
| 32   | 2011年4月14日  | 香港             | 香港特別行政區         | 紅磡體育館                     | 室內       |
| 33   | 2011年4月15日  | 香港             | 香港特別行政區         | 紅磡體育館                     | 室內       |
| 34   | 2011年4月16日  | 香港             | 香港特別行政區         | 紅磡體育館                     | 室內       |
| 35   | 2011年4月17日  | 香港             | 香港特別行政區         | 紅磡體育館                     | 室內       |
| 36   | 2011年4月18日  | 香港             | 香港特別行政區         | 紅磡體育館                     | 室內       |
| 37   | 2011年4月21日  | 香港             | 香港特別行政區         | 紅磡體育館                     | 室內       |
| 38   | 2011年4月22日  | 香港             | 香港特別行政區         | 紅磡體育館                     | 室內       |
| 39   | 2011年4月23日  | 香港             | 香港特別行政區         | 紅磡體育館                     | 室內       |
| 40   | 2011年4月24日  | 香港             | 香港特別行政區         | 紅磡體育館                     | 室內       |
| 41   | 2011年4月25日  | 香港             | 香港特別行政區         | 紅磡體育館                     | 室內       |
| 42   | 2011年4月28日  | 香港             | 香港特別行政區         | 紅磡體育館                     | 室內       |
| 43   | 2011年4月29日  | 香港             | 香港特別行政區         | 紅磡體育館                     | 室內       |
| 44   | 2011年4月30日  | 香港             | 香港特別行政區         | 紅磡體育館                     | 室內       |
| 45   | 2011年5月1日   | 香港             | 香港特別行政區         | 紅磡體育館                     | 室內       |
| 46   | 2011年5月2日   | 香港             | 香港特別行政區         | 紅磡體育館                     | 室內       |
| 47   | 2011年5月6日   | 香港             | 香港特別行政區         | 紅磡體育館                     | 室內       |
| 48   | 2011年5月7日   | 香港             | 香港特別行政區         | 紅磡體育館                     | 室內       |
| 49   | 2011年5月8日   | 香港             | 香港特別行政區         | 紅磡體育館                     | 室內       |
| 50   | 2011年5月9日   | 香港             | 香港特別行政區         | 紅磡體育館                     | 室內       |
| 51   | 2011年5月10日  | 香港             | 香港特別行政區         | 紅磡體育館                     | 室內       |
| 52   | 2011年5月20日  | 中国             | 江蘇省南京市           | 南京五台山體育場               | 室外       |
| 53   | 2011年5月22日  | 中国             | 江蘇省常州市           | 常州奥體中心體育場             | 室外       |
| 54   | 2011年5月27日  | 中国             | 河南省鄭州市           | 河南省體育中心                 | 室外       |
| 55   | 2011年5月29日  | 中国             | 安徽省合肥市           | 合肥奧林匹克體育中心體育場     | 室外       |
| 56   | 2011年6月3日   | 中国             | 四川省綿陽市           | 綿陽南河體育中心               | 室外       |
| 57   | 2011年6月5日   | 中国             | 山東省青島市           | 青島國信體育中心(頤中體育中心) | 室外       |
| 58   | 2011年6月10日  | 中国             | 四川省自貢市           | 自貢南湖體育場                 | 室外       |
| 59   | 2011年6月12日  | 中国             | 遼寧省大連市           | 大連金州體育場                 | 室外       |
| 60   | 2011年6月17日  | 中国             | 雲南省昆明市           | 昆明拓東體育場                 | 室外       |
| 61   | 2011年6月19日  | 中国             | 遼寧省瀋陽市           | 瀋陽奧林匹克體育中心           | 室外       |
| 62   | 2011年6月26日  | 中国             | 黑龍江省哈爾濱市       | 哈爾濱紅博會展中心體育場       | 室外       |
| 63   | 2011年7月1日   | 中国             | 廣西壯族自治區柳州市   | 柳州體育中心體育場             | 室外       |
| 64   | 2011年7月3日   | 中国             | 吉林省長春市           | 長春南嶺體育場                 | 室外       |
| 65   | 2011年7月8日   | 中国             | 廣西壯族自治區南寧市   | 廣西體育中心體育場             | 室外       |
| 66   | 2011年8月18日  | 臺灣             | 台北市                 | 台北小巨蛋                     | 室內       |
| 67   | 2011年8月19日  | 臺灣             | 台北市                 | 台北小巨蛋                     | 室內       |
| 68   | 2011年8月20日  | 臺灣             | 台北市                 | 台北小巨蛋                     | 室內       |
| 69   | 2011年8月21日  | 臺灣             | 台北市                 | 台北小巨蛋                     | 室內       |
| 70   | 2011年8月26日  | 新加坡           | 新加坡                 | 新加坡室內體育館               | 室內       |
| 71   | 2011年8月27日  | 新加坡           | 新加坡                 | 新加坡室內體育館               | 室內       |
| 72   | 2011年8月28日  | 新加坡           | 新加坡                 | 新加坡室內體育館               | 室內       |
| 73   | 2011年8月29日  | 新加坡           | 新加坡                 | 新加坡室內體育館               | 室內       |
| 74   | 2011年8月30日  | 新加坡           | 新加坡                 | 新加坡室內體育館               | 室內       |
| 75   | 2011年9月3日   | 中国             | 內蒙古自治區呼和浩特市 | 呼和浩特新建體育場             | 室外       |
| 76   | 2011年9月9日   | 中国             | 湖南省長沙市           | 賀龍體育中心體育場             | 室外       |
| 77   | 2011年9月11日  | 中国             | 內蒙古自治區包頭市     | 包頭奧林匹克體育中心           | 室外       |
| 78   | 2011年9月16日  | 中国             | 江西省宜春市           | 宜春市體育中心                 | 室外       |
| 79   | 2011年9月18日  | 中国             | 内蒙古自治区鄂尔多斯市 | 東勝全民健身活動中心主體育場   | 室外       |
| 80   | 2011年9月22日  | 中国             | 湖北省武漢市           | 武漢沌口體育中心體育場         | 室外       |
| 81   | 2011年9月25日  | 中国             | 陕西省西安市           | 陕西省体育场                   | 室外       |
| 82   | 2011年10月1日  |                  | 新南威爾士州悉尼       | 悉尼娛樂中心                   | 室內       |
| 83   | 2011年10月4日  | 維多利亞州墨爾本 | 海信競技場             |                                | 室內       |
| 84   | 2011年10月8日  | 中国             | 寧夏回族自治區銀川市   | 寧夏體育場                     | 室外       |
| 85   | 2011年10月14日 | 中国             | 四川省成都市           | 成都體育中心                   | 加場(室外) |
| 86   | 2011年10月16日 | 中国             | 天津市                 | 天津奧林匹克中心體育場         | 室外       |
| 87   | 2011年10月21日 | 中国             | 四川省宜賓市           | 宜賓市體育中心南岸體育場       | 室外       |
| 88   | 2011年10月23日 | 中国             | 河北省石家莊市         | 裕彤體育中心                   | 室外       |
| 89   | 2011年10月28日 | 中国             | 贵州省贵阳市           | 贵阳奥体中心                   | 室外       |
| 90   | 2011年10月30日 | 中国             | 廣東省珠海市           | 珠海市体育中心                 | 室外       |
| 91   | 2011年11月4日  | 中国             | 四川省攀枝花市         | 攀枝花體育中心                 | 室外       |
| 92   | 2011年11月6日  | 中国             | 江西省南昌市           | 南昌八一體育場                 | 室外       |
| 93   | 2011年11月11日 | 中国             | 四川省達州市           | 達州市體育中心                 | 室外       |
| 94   | 2011年11月13日 | 中国             | 廣西壯族自治區桂林市   | 桂林體育中心                   | 室外       |
| 95   | 2011年11月18日 | 中国             | 湖北省宜昌市           | 宜昌市體育場                   | 室外       |
| 96   | 2011年11月20日 | 中国             | 廣東省佛山市           | 佛山世紀蓮體育中心             | 室外       |
| 97   | 2011年11月25日 | 中国             | 廣東省惠州市           | 惠州市奧林匹克體育場           | 室外       |
| 98   | 2011年11月26日 | 中国             | 廣東省東莞市           | 東莞市體育中心體育場           | 室外       |
| 99   | 2011年12月2日  | 中国             | 廣東省肇慶市           | 肇慶市體育場                   | 室外       |
| 100  | 2011年12月3日  | 中国             | 廣東省中山市           | 中山市興中體育場               | 室外       |
| 101  | 2011年12月8日  | 马来西亚         | 聯邦直轄區吉隆坡市     | 武吉加里爾布特拉室體育館       | 室內       |
| 102  | 2011年12月9日  | 马来西亚         | 聯邦直轄區吉隆坡市     | 武吉加里爾布特拉室體育館       | 室內       |
| 103  | 2011年12月10日 | 马来西亚         | 聯邦直轄區吉隆坡市     | 武吉加里爾布特拉室體育館       | 室內       |
| 104  | 2011年12月11日 | 马来西亚         | 聯邦直轄區吉隆坡市     | 武吉加里爾布特拉室體育館       | 室內       |
| 105  | 2011年12月29日 | 澳門             | 澳門特別行政區         | 澳門威尼斯人金光綜藝館         | 室內       |
| 106  | 2011年12月30日 | 澳門             | 澳門特別行政區         | 澳門威尼斯人金光綜藝館         | 室內       |
| 107  | 2011年12月31日 | 澳門             | 澳門特別行政區         | 澳門威尼斯人金光綜藝館         | 室內       |
| 108  | 2012年1月1日   | 澳門             | 澳門特別行政區         | 澳門威尼斯人金光綜藝館         | 室內       |
| 109  | 2012年1月13日  | 加拿大           | 不列顛哥倫比亞省溫哥華 | 羅渣士體育館                   | 室內       |
| 110  | 2012年1月16日  | 加拿大           | 安大略省多倫多         | 加拿大航空中心                 | 室內       |
| 111  | 2012年2月10日  | 臺灣             | 高雄市                 | 高雄巨蛋                       | 室內       |
| 112  | 2012年2月11日  | 臺灣             | 高雄市                 | 高雄巨蛋                       | 室內       |
| 113  | 2012年2月17日  | 中国             | 廣東省湛江市           | 湛江市體育中心體育場           | 室外       |
| 114  | 2012年2月19日  | 中国             | 廣西壯族自治區南寧市   | 廣西體育中心                   | 加場(室外) |
| 115  | 2012年2月24日  | 中国             | 廣東省廣州市           | 廣州天河體育中心               | 加場(室外) |
| 116  | 2012年2月25日  | 中国             | 廣東省廣州市           | 廣州天河體育中心               | 加場(室外) |
| 117  | 2012年3月2日   | 中国             | 廣東省深圳市           | 深圳灣體育中心                 | 室外       |
| 118  | 2012年3月4日   | 中国             | 福建省莆田市           | 莆田市體育中心體育場           | 室外       |
| 119  | 2012年3月10日  | 中国             | 浙江省杭州市           | 黄龍體育場                     | 加場(室外) |
| 120  | 2012年3月11日  | 中国             | 浙江省嘉興市           | 嘉興體育場                     | 室外       |
| 121  | 2012年3月16日  | 中国             | 浙江省麗水市           | 麗水市體育中心體育場           | 室外       |
| 122  | 2012年3月18日  | 中国             | 浙江省寧波市           | 寧波富邦體育場                 | 室外       |
| 123  | 2012年3月23日  | 中国             | 上海市                 | 上海體育場                     | 加場(室外) |
| 124  | 2012年3月24日  | 中国             | 上海市                 | 上海體育場                     | 加場(室外) |
| 125  | 2012年3月25日  | 中国             | 江蘇省無錫市           | 無錫體育中心體育場             | 室外       |
| 126  | 2012年3月30日  | 中国             | 湖南省株洲市           | 株洲体育中心                   | 室外       |
| 127  | 2012年4月1日   | 中国             | 安徽省合肥市           | 合肥奧林匹克體育中心           | 加場(室外) |
| 128  | 2012年4月13日  | 中国             | 贵州省遵义市           | 遵义市汇川体育场               | 室外       |
| 129  | 2012年4月15日  | 中国             | 浙江省慈溪市           | 慈溪市體育中心體育場           | 室外       |
| 130  | 2012年4月20日  | 中国             | 重慶市                 | 重慶市奧林匹克體育中心         | 加場(室外) |
| 131  | 2012年4月22日  | 中国             | 河南省洛陽市           | 洛陽新區體育場                 | 室外       |
| 132  | 2012年4月27日  | 中国             | 四川省南充市           | 南充市体育场                   | 室外       |
| 133  | 2012年4月29日  | 中国             | 山東省濟南市           | 濟南奥體中心體育場             | 室外       |
| 134  | 2012年5月4日   | 中国             | 四川省成都市           | 成都體育中心                   | 加場(室外) |
| 135  | 2012年5月6日   | 中国             | 北京市                 | 北京工人體育場                 | 加場(室外) |
| 136  | 2012年5月12日  | 马来西亚         | 聯邦直轄區吉隆坡市     | 默迪卡體育場                   | 加場(室外) |
| 137  | 2012年5月18日  | 香港             | 香港特別行政區         | 亞洲國際博覽館                 | 加場(室內) |
| 138  | 2012年5月19日  | 香港             | 香港特別行政區         | 亞洲國際博覽館                 | 加場(室內) |
| 139  | 2012年5月20日  | 香港             | 香港特別行政區         | 亞洲國際博覽館                 | 加場(室內) |
| 140  | 2012年5月22日  | 香港             | 香港特別行政區         | 亞洲國際博覽館                 | 加場(室內) |
| 141  | 2012年5月23日  | 香港             | 香港特別行政區         | 亞洲國際博覽館                 | 加場(室內) |
| 142  | 2012年5月25日  | 香港             | 香港特別行政區         | 亞洲國際博覽館                 | 加場(室內) |
| 143  | 2012年5月26日  | 香港             | 香港特別行政區         | 亞洲國際博覽館                 | 加場(室內) |
| 144  | 2012年5月27日  | 香港             | 香港特別行政區         | 亞洲國際博覽館                 | 加場(室內) |
| 145  | 2012年5月29日  | 香港             | 香港特別行政區         | 亞洲國際博覽館                 | 加場(室內) |
| 146  | 2012年5月30日  | 香港             | 香港特別行政區         | 亞洲國際博覽館                 | 加場(室內) |

## 表演曲目
以下列表僅以2011年01月21日北京場表演的曲目為代表，具體曲目在其他各場次可能出現變化。
- 花花公子
- 小姐貴姓
- 初吻
- 你是我今生唯一传奇
- 妳的名字・我的姓氏
- 情願
- 一滴淚
- 人在雨中
- 三分拍
- 如果．愛
- 天氣這麼熱
- 吻別（搖滾版）
- Let Me Go
- 我應該
- 月巴女且
- 迷你
- 離開以後
- 情人的眼淚
- 我真的受傷了
- Life is Like a Dream
- Double Trouble
- 李香蘭
- 情書
- 她來聽我的演唱會
- 心如刀割
- 一路上有你
- 餓狼傳說
- 頭髮亂了
- 這個冬天不太冷
- 愛是永恆（國）
- 我等到花兒也謝了（國）
- 一千個傷心的理由
- 想和你去吹吹風
- 祝褔

## 演唱會專輯

#### 選取歌曲（香港站）
|    | 日期    | 專輯                              | 選取歌曲數目 | 歌曲                                         |
| -- | ------- | --------------------------------- | ------------ | -------------------------------------------- |
| 1  | 1986.01 | 《遙遠的她AMOUR》                 | 1            | 遙遠的她                                     |
| 2  | 1986.10 | 《相愛》                          | 1            | 初吻                                         |
| 3  | 1989.12 | 《只願一生愛一人》                | 1            | 花花公子                                     |
| 4  | 1990.07 | 《夢中的你》                      | 1            | 李香蘭                                       |
| 4  | 1991.01 | 《情不禁》                        | 1            | 每天愛你多一些、小姐貴姓                     |
| 5  | 1991.08 | 《一顆不變心》                    | 1            | 一顆不變心                                   |
| 6  | 1992.05 | 《真情流露》                      | 1            | 分手總要在雨天、真情流露                     |
| 7  | 1992.11 | 《愛火花》                        | 1            | 你是我今生唯一傳奇                           |
| 8  | 1993.03 | 《吻別》                          | 1            | 情網(國)                                     |
| 9  | 1993.07 | 《我與你》                        | 2            | 舊情綿綿、祇想一生跟你走                     |
| 10 | 1994.05 | 《祝福》                          | 1            | 祝福(國)                                     |
| 11 | 1994.05 | 《餓狼傳說》                      | 3            | 當愛變成習慣、餓狼傳說                       |
| 12 | 1994.05 | 《偷心》                          | 1            | 心碎了無痕(國)                               |
| 13 | 1994.11 | 《這個冬天不太冷》                | 1            | 這個冬天不太冷                               |
| 14 | 1995.05 | 《擁友》                          | 3            | 情願(國)、一滴淚(國)、人在雨中(國)           |
| 15 | 1995.06 | 《過敏世界》                      | 1            | 離開以後                                     |
| 16 | 1996.04 | 《愛與交響曲》                    | 1            | 妳的名字・我的姓氏                           |
| 17 | 1996.06 | 《忘記你我做不到》                | 1            | 忘記你我做不到(國)                           |
| 18 | 1998.06 | 《釋放自己》                      | 1            | 頭髮亂了                                     |
| 19 | 1999.01 | 《有個人》                        | 3            | 我應該、寂寞的男人、有個人（未收录于大碟里） |
| 20 | 1999.11 | 《走過1999》                      | 1            | 心如刀割(國)                                 |
| 21 | 2000.01 | 《Jacky Cheung15 十五年音樂精選》 | 1            | 吻別(搖滾版)(國)                             |
| 22 | 2001.09 | 《熱》                            | 2            | 天氣這麼熱(國)、我真的受傷了(國)             |
| 23 | 2004.04 | 《Life Is Like A Dream》          | 1            | Life is Like a Dream                         |
| 24 | 2005.11 | 《如果·愛電影原聲大碟》           | 1            | 如果·愛(國)                                  |
| 25 | 2010.01 | 《Private Corner》                | 3            | 月巴女且、迷你、Double Trouble               |
| 26 | 2010.10 | 單曲（暫未收錄於任何專輯）        | 1            | 三分拍(國)                                   |

#### CD 1
- 01. Overture
- 02. 花花公子
- 03. 小姐貴姓
- 04. 初吻
- 05. 你是我今生唯一傳奇
- 06. 妳的名字．我的姓氏
- 07. Instrumental
- 08. 情願
- 09. 一滴淚
- 10. Instrumental
- 11. 人在雨中
- 12. 三分拍
- 13. 如果．愛
- 14. Rock Prelude
- 15. 天氣這麼熱
- 16. 吻別（搖滾版）
- 17. 當愛變成習慣
- 18. 我應該

#### CD 2
- 01. 月巴女且
- 02. 迷你
- 03. 離開以後
- 04. 情網
- 05. 情人的眼淚
- 06. 我真的受傷了
- 07. Life is Like a Dream
- 08. Instrumental
- 09. Double Trouble
- 10. Band Introduction
- 11. 李香蘭
- 12. 每天愛你多一些
- 13. 一顆不變心

#### CD 3
- 01. 舊情綿綿
- 02. 心碎了無痕
- 03. 心如刀割
- 04. 餓狼傳說
- 05. 頭髮亂了
- 06. 這個冬天不太冷
- 07. 遙遠的她
- 08. 忘記你我做不到
- 09. 寂寞的男人
- 10. 祇想一生跟你走
- 11. 真情流露
- 12. 祝福
- 尾場曾演唱有個人，但未收錄於CD裏。

#### Bonus CD
- 01. 同舟之情（陳奕迅合唱）

## 銷售成績
- 中國廣播公司：i Radio FM96華語金曲榜冠軍 連四周
- 香港HMV銷量榜:Weekly Top Asian Albums 冠軍 連三週
- 臺灣G-music：第四名
- 中國信諾榜 影音榜：冠軍 連續6週DVD
- 臺灣five music銷量榜：第五名
- 香港CD Warehouse銷量榜： 冠軍連三週CD
- 香港CD Warehouse銷量榜： 冠軍連四周DVD
- 香港唱片(Hong Kong Records) 銷量榜：冠軍